# ساوبيت (كولورادو)
ساوبيت (بالإنجليزية: Sawpit, Colorado)‏ هي بلدة تقع في مقاطعة سان ميغيل، كولورادو بولاية كولورادو في الولايات المتحدة. تبلغ مساحتها 0.1 (كم²)، وترتفع عن سطح البحر 2314 م، بلغ عدد سكانها 25 نسمة في عام 2000 حسب إحصاء مكتب تعداد الولايات المتحدة وتصل الكثافة السكانية فيها 250 نسمة/كم2.

## وصلات خارجية
- The US50 - Cities and Towns in Colorado State
- Colorado Cities and Towns, Facts, Map, Flag, Colleges, Government, and More